# Hanebuurt
Hanebuurt (Fries: De Hanebuert) is een buurtschap in de gemeente Opsterland, in de Nederlandse provincie Friesland.
Het ligt ten zuiden van Nij Beets en ten noorden van Tijnje, waaronder het ook formeel valt. De buurtschap ligt aan de gelijknamige weg, in het Fries Hanebeurt. De buurtschap is ontstaan in het begin van de twintigste eeuw als een buurtje aan de Mouweweg/Mouwewei op het deel dat gelijkwaardig loopt aan de Nieuwe Vaart. Soms wordt de eerste woningen aan Seagerij, tot aan de kruising met de Riperwâlden/Rijperwouden bij de buurtschap gerekend.
De buurtschap kent enige faam doordat het onderdeel is van de trilogie De Rijpen van Bauke Oldehof. Deze trilogie bestaat uit drie toneelstukken over achtereenvolgens de buurtschappen Rolbrug, Hanebuurt en Kooibos. Toneelschrijver Oldehof woonde zelf in Rolbrug toen hij over deze buurtschappen verhaalde.
Dorpen: Bakkeveen · Beetsterzwaag · Drachten-Azeven · Frieschepalen · Gorredijk · Hemrik · Jonkersland · Langezwaag · Lippenhuizen · Luxwoude · Nij Beets · Olterterp · Siegerswoude · Terwispel · Tijnje · Ureterp · Waskemeer (klein deel) · Wijnjewoude

Buurtschappen: Allardsoog (deels) · Haneburen · Hanebuurt · Heidehuizen · Hemrikerverlaat · Klein Groningen · Kooibos · Kortezwaag · Moskou (deels) · Nieuwe Vaart · Oosterend · Oud Beets · Petersburg (deels) · Rolbrug · Selmien · Sparjebird · Uilesprong · Ureterp aan de Vaart · Voorwerk · Vosseburen · Welgelegen (deels) · Wijngaarden · Wijnjeterpverlaat

Friesland: Steden en dorpen      Nederland: Provincies · Gemeenten